# Società Sportiva Vis Pesaro 1979-1980
Questa voce raccoglie le informazioni riguardanti la Società Sportiva Vis Pesaro nelle competizioni ufficiali della stagione 1979-1980.

## Rosa
| N. |                   | Ruolo | Calciatore           |
| -- | ----------------- | ----- | -------------------- |
|    | Italia (bandiera) | C     | Michele Alosa        |
|    | Italia (bandiera) | A     | Agostino Antonelli   |
|    | Italia (bandiera) | A     | Maurizio Barcellandi |
|    | Italia (bandiera) | P     | Alberto Bellagamba   |
|    | Italia (bandiera) | D     | Vincenzo Borchia     |
|    | Italia (bandiera) | D     | Giancarlo Carpineti  |
|    | Italia (bandiera) | P     | Giuseppe Cucchiarini |
|    | Italia (bandiera) | C     | Luigi Dolce          |
|    | Italia (bandiera) | C     | Federico Federici    |
|    | Italia (bandiera) | D     | Fabio Lazzari        |

| N. |                   | Ruolo | Calciatore          |
| -- | ----------------- | ----- | ------------------- |
|    | Italia (bandiera) | A     | Gastone Mariotti    |
|    | Italia (bandiera) | D     | Fausto Mazzanti     |
|    | Italia (bandiera) | C     | Stefano Morotti     |
|    | Italia (bandiera) |       | Muratori            |
|    | Italia (bandiera) | D     | Massimo Pradarelli  |
|    | Italia (bandiera) | C     | Alessandro Rincione |
|    | Italia (bandiera) | C     | Ivan Rondina        |
|    | Italia (bandiera) | C     | Claudio Salvadori   |
|    | Italia (bandiera) | A     | Leo Spina           |
|    | Italia (bandiera) | C     | Andrea Truant       |

## Risultati

### Campionato

#### Girone di andata
| 30 settembre 1979 1ª giornata | Vis Pesaro | 1 – 2 | L'Aquila |  |

| 7 ottobre 1979 2ª giornata | Cassino | 0 – 1 | Vis Pesaro |  |

| 14 ottobre 1979 3ª giornata | Vis Pesaro | 0 – 0 | Civitanovese |  |

| 21 ottobre 1979 4ª giornata | LVPA Frascati | 1 – 0 | Vis Pesaro |  |

| 28 ottobre 1979 5ª giornata | Vis Pesaro | 1 – 2 | ALMAS |  |

| 4 novembre 1979 6ª giornata | Giulianova | 2 – 0 | Vis Pesaro |  |

| 11 novembre 1979 7ª giornata | Vis Pesaro | 2 – 1 | Osimana |  |

| 18 novembre 1979 8ª giornata | Riccione | 1 – 0 | Vis Pesaro |  |

| 25 novembre 1979 9ª giornata | Vis Pesaro | 1 – 1 | Lanciano |  |

| 2 dicembre 1979 10ª giornata | Formia | 1 – 2 | Vis Pesaro |  |

| 9 dicembre 1979 11ª giornata | Vis Pesaro | 1 – 1 | Francavilla |  |

| 16 dicembre 1979 12ª giornata | Palmese | 3 – 0 | Vis Pesaro |  |

| 30 dicembre 1979 13ª giornata | Vis Pesaro | 0 – 0 | Avezzano |  |

| 6 gennaio 1980 14ª giornata | Casertana | 2 – 0 | Vis Pesaro |  |

| 13 gennaio 1980 15ª giornata | Vis Pesaro | 1 – 0 | Banco di Roma |  |

| 20 gennaio 1980 16ª giornata | Vis Pesaro | 0 – 0 | Civitavecchia |  |

| 27 gennaio 1980 17ª giornata | Latina | 2 – 2 | Vis Pesaro |  |

#### Girone di ritorno
| 3 febbraio 1980 18ª giornata | L'Aquila | 1 – 2 | Vis Pesaro |  |

| 10 febbraio 1980 19ª giornata | Vis Pesaro | 2 – 0 | Cassino |  |

| 17 febbraio 1980 20ª giornata | Civitanovese | 1 – 0 | Vis Pesaro |  |

| 24 febbraio 1980 21ª giornata | Vis Pesaro | 4 – 1 | LVPA Frascati |  |

| 2 marzo 1980 22ª giornata | ALMAS | 4 – 2 | Vis Pesaro |  |

| 9 marzo 1980 23ª giornata | Vis Pesaro | 1 – 6 | Giulianova |  |

| 16 marzo 1980 24ª giornata | Osimana | 1 – 0 | Vis Pesaro |  |

| 23 marzo 1980 25ª giornata | Vis Pesaro | 1 – 0 | Riccione |  |

| 30 marzo 1980 26ª giornata | Lanciano | 0 – 1 | Vis Pesaro |  |

| 13 aprile 1980 27ª giornata | Vis Pesaro | 2 – 1 | Formia |  |

| 20 aprile 1980 28ª giornata | Francavilla | 2 – 0 | Vis Pesaro |  |

| 27 aprile 1980 29ª giornata | Vis Pesaro | 2 – 0 | Palmese |  |

| 11 maggio 1980 30ª giornata | Avezzano | 4 – 0 | Vis Pesaro |  |

| 18 maggio 1980 31ª giornata | Vis Pesaro | 3 – 1 | Casertana |  |

| 25 maggio 1980 32ª giornata | Banco di Roma | 0 – 0 | Vis Pesaro |  |

| 1º giugno 1980 33ª giornata | Civitavecchia | 5 – 0 | Vis Pesaro |  |

| 8 giugno 1980 34ª giornata | Vis Pesaro | 0 – 1 | Latina |  |